# Libéma Open 2023
Libéma Open 2023 là một giải quần vợt chuyên nghiệp thi đấu trên mặt sân cỏ ngoài trời tại Autotron Rosmalen ở Rosmalen, 's-Hertogenbosch, Hà Lan từ ngày 12 đến ngày 18 tháng 6 năm 2023. Đây là lần thứ 32 giải Rosmalen Grass Court Championships được tổ chức và là một phần của ATP 250 trong ATP Tour 2023 và WTA 250 trong WTA Tour 2023.

## Điểm và tiền thưởng

### Phân phối điểm
| Sự kiện | VĐ  | CK  | BK  | TK | V16 | V32 | Q  | Q2 | Q1 |
| Đơn nam | 250 | 150 | 90  | 45 | 20* | 0   | 12 | 6  | 0  |
| Đôi nam | 250 | 150 | 90  | 45 | 0   | —   | —  | —  | —  |
| Đơn nữ  | 280 | 180 | 110 | 60 | 30  | 1   | 18 | 12 | 1  |
| Đôi nữ  | 280 | 180 | 110 | 60 | 1   | —   | —  | —  | —  |

- Tay vợt miễn được nhận điểm vòng 1.

### Tiền thưởng
| Sự kiện  | VĐ       | CK      | BK      | TK      | Vòng 1/16 | Vòng 1/32 | Q2     | Q1     |
| Đơn nam  | €102,460 | €59,760 | €35,135 | €20,360 | €11,825   | €7,225    | €3,610 | €1,970 |
| Đôi nam* | €35,600  | €19,040 | €11,160 | €6,240  | €3,680    | —         | —      | —      |

*mỗi đội

## Nội dung đơn ATP

### Hạt giống
| Quốc gia | Tay vợt           | Xếp hạng1 | Hạt giống |
| -------- | ----------------- | --------- | --------- |
|          | Daniil Medvedev   | 2         | 1         |
| ITA      | Jannik Sinner     | 9         | 2         |
| CRO      | Borna Ćorić       | 16        | 3         |
| AUS      | Alex de Minaur    | 19        | 4         |
| SRB      | Miomir Kecmanović | 37        | 5         |
| NED      | Tallon Griekspoor | 39        | 6         |
| FRA      | Ugo Humbert       | 40        | 7         |
| USA      | Maxime Cressy     | 44        | 8         |

- 1 Bảng xếp hạng vào ngày 29 tháng 5 năm 2023.[2]

### Vận động viên khác
Đặc cách:
- Gijs Brouwer[3]
- Arthur Rinderknech
- Jannik Sinner[4]

Bảo toàn thứ hạng:
- Milos Raonic

Vượt qua vòng loại:
- Ričardas Berankis
- Arthur Fils
- David Goffin
- Giovanni Mpetshi Perricard

Thua cuộc may mắn:
- Rinky Hijikata

### Rút lui
- Félix Auger-Aliassime → thay thế bởi  Marc-Andrea Hüsler
- Roberto Bautista Agut → thay thế bởi  Jason Kubler
- Pablo Carreño Busta → thay thế bởi  Alexei Popyrin
- Marin Čilić → thay thế bởi  Jordan Thompson
- Botic van de Zandschulp[3] → thay thế bởi  Rinky Hijikata
- Bernabé Zapata Miralles → thay thế bởi  Ilya Ivashka

## Nội dung đôi ATP

### Hạt giống
| Quốc gia | Tay vợt         | Quốc gia | Tay vợt           | Xếp hạng1 | Hạt giống |
| -------- | --------------- | -------- | ----------------- | --------- | --------- |
| NED      | Wesley Koolhof  | GBR      | Neal Skupski      | 2         | 1         |
| ESA      | Marcelo Arévalo | NED      | Jean-Julien Rojer | 12        | 2         |
| MON      | Hugo Nys        | POL      | Jan Zieliński     | 26        | 3         |
| AUS      | Rinky Hijikata  | AUS      | Jason Kubler      | 61        | 4         |

- 1 Bảng xếp hạng vào ngày 29 tháng 5 năm 2023.

### Vận động viên khác
Đặc cách:
- Sander Arends /  David Pel
- Matwé Middelkoop /  Bart Stevens

### Rút lui
- Jérémy Chardy /  Fabrice Martin → thay thế bởi  Brandon Nakashima /  Emil Ruusuvuori
- Maxime Cressy /  Adrian Mannarino → thay thế bởi  Maxime Cressy /  Fabrice Martin
- Alex de Minaur /  Max Purcell → thay thế bởi  Alex de Minaur /  Jordan Thompson
- Sander Gillé /  Joran Vliegen → thay thế bởi  Gonzalo Escobar /  Aleksandr Nedovyesov
- Mackenzie McDonald /  Botic van de Zandschulp → thay thế bởi  Alexander Bublik /  Mackenzie McDonald

## Nội dung đơn WTA

### Hạt giống
| Quốc gia | Tay vợt               | Xếp hạng1 | Hạt giống |
| -------- | --------------------- | --------- | --------- |
|          | Veronika Kudermetova  | 11        | 1         |
|          | Liudmila Samsonova    | 15        | 2         |
|          | Victoria Azarenka     | 18        | 3         |
|          | Ekaterina Alexandrova | 23        | 4         |
| BEL      | Elise Mertens         | 28        | 5         |
| CAN      | Bianca Andreescu      | 42        | 6         |
|          | Aliaksandra Sasnovich | 51        | 7         |
| USA      | Caty McNally          | 57        | 8         |

- 1 Bảng xếp hạng vào ngày 29 tháng 5 năm 2023.[5]

### Vận động viên khác
Đặc cách:
- Céline Naef
- Lesley Pattinama Kerkhove
- Venus Williams

Bảo toàn thứ hạng:
- Evgeniya Rodina

Vượt qua vòng loại:
- Susan Bandecchi
- Emina Bektas
- Lena Papadakis
- Zeynep Sönmez
- Natalija Stevanović
- Carol Zhao

Thua cuộc may mắn:
- Priscilla Hon
- Sachia Vickery

### Rút lui
- Paula Badosa → thay thế bởi  Polina Kudermetova
- Belinda Bencic → thay thế bởi  Yuan Yue
- Anna Blinkova → thay thế bởi  Kimberly Birrell
- Marie Bouzková → thay thế bởi  Jessika Ponchet
- Varvara Gracheva → thay thế bởi  Viktória Hrunčáková
- Eva Lys → thay thế bởi  Priscilla Hon
- Petra Martić → thay thế bởi  Katie Volynets
- Elise Mertens → thay thế bởi  Sachia Vickery
- Karolína Muchová → thay thế bởi  Greet Minnen
- Shelby Rogers → thay thế bởi  Lucrezia Stefanini
- Zheng Qinwen → thay thế bởi  Dalma Gálfi

## Nội dung đôi WTA

### Hạt giống
| Quốc gia | Tay vợt                  | Quốc gia | Tay vợt            | Xếp hạng1 | Hạt giống |
| -------- | ------------------------ | -------- | ------------------ | --------- | --------- |
| BEL      | Elise Mertens            | NED      | Demi Schuurs       | 22        | 1         |
| USA      | Nicole Melichar-Martinez | AUS      | Ellen Perez        | 29        | 2         |
| JPN      | Shuko Aoyama             | JPN      | Ena Shibahara      | 41        | 3         |
|          | Veronika Kudermetova     |          | Liudmila Samsonova | 63        | 4         |

- 1 Bảng xếp hạng vào ngày 29 tháng 5 năm 2023.

### Vận động viên khác
Đặc cách:
- Lesley Pattinama Kerkhove /  Bibiane Schoofs
- Lexie Stevens /  Eva Vedder

## Nhà vô địch

### Đơn nam
- Tallon Griekspoor đánh bại  Jordan Thompson, 6–7(4–7), 7–6(7–3), 6–3

### Đơn nữ
- Ekaterina Alexandrova đánh bại  Veronika Kudermetova, 4–6, 6–4, 7–6(7–3)

### Đôi nam
- Wesley Koolhof /  Neal Skupski đánh bại  Gonzalo Escobar /  Aleksandr Nedovyesov, 7–6(7–1), 6–2

### Đôi nữ
- Shuko Aoyama /  Ena Shibahara đánh bại  Viktória Hrunčáková /  Tereza Mihalíková, 6–3, 6–3